# Лафранкони (мост)
Мост Лафранко́ни — автодорожный мост через Дунай в Братиславе. Первый железобетонный мост, построенный в Братиславе. Был построен в 1985—1991 годах, торжественно открыт в 1992 году. Ежедневно по нему может пройти 41 000 единиц автотранспорта.
Проект был выбран из семи конкурсных вариантов в 1976 году. Приоритетом была постройка эстетичного сооружения, которое бы не нарушало своим внешним видом и конструкцией окружающий пейзаж, не портило бы вид города и гармонировало бы с уже существующим Новым мостом.

## Описание

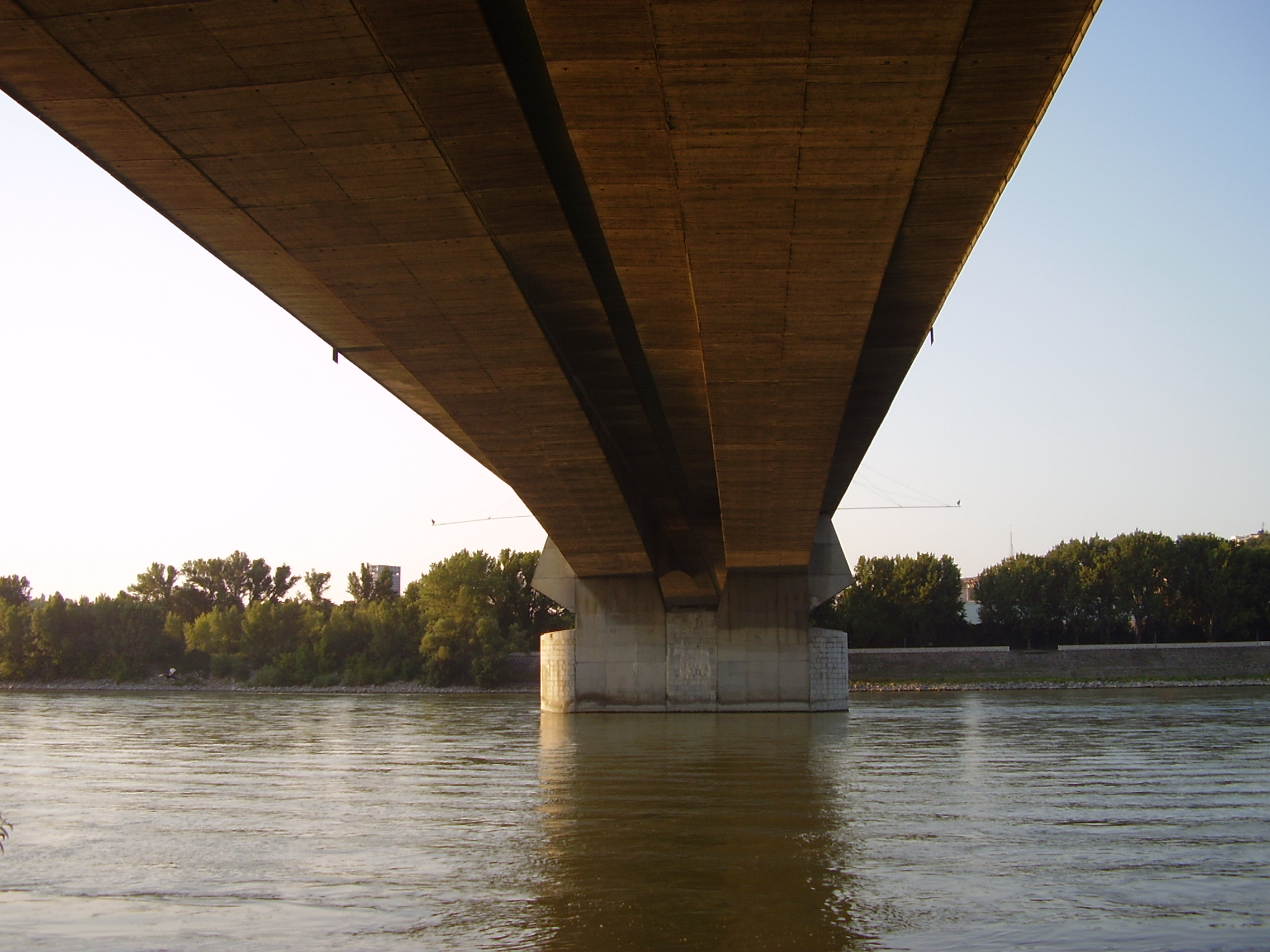
Вид на мост Лафранкони

Мост семипролётный, общая длина 761 м. Четырёхполосная проезжая часть имеет ширину 30 м. Высота пролётного строения над центральной опорой составляет 11 м, к краям она постепенно уменьшается до 2,7 м. Под проезжей частью на обеих сторонах находятся пешеходные и велодорожки. Внутри конструкции моста проходят водо- и газопроводы.

## Происхождение названия
Первоначально мост должен был называться мостом Молодёжи, однако решено было назвать его в честь ранее существовавшего на левом берегу студенческого общежития Лафранкони, которое, в свою очередь, было названо в честь итальянского архитектора Энеа Грациоза Ланфранкони (Eneа Graziosa Lanfranconi, 1850—1895), являвшегося основателем Венгерского исторического общества, собирателем предметов искусства, гравюр и исторических карт. Он сделал карту течения Дуная и занимался предотвращением наводнений. В неоренессансном дворце его постройки, расположенном на площади Людовита Штура, ныне находится Министерство окружающей среды.